# Peter von Graffenried

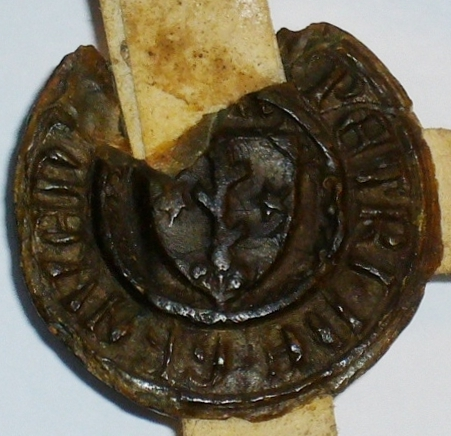
Siegel des Peter von Graffenried (1384)

Peter von Graffenried (* um 1345 in Bern; † vor 1401) wurde als Sohn des Burkhard von Graffenried und der Margaretha von Balm geboren. 
Von Graffenried war 1376 bis 1398 Ratsherr im Kleinen Rat der Stadt Bern,
1387 Vogt der Juschfrauen und 1387 bis 1389 Deutsch-Seckelmeister der Stadt Bern. Er starb vor dem Jahr 1401.